# Tekella
Tekella là một chi nhện trong họ Cyatholipidae.

## Các loài
The World Spider Catalogo 12.0:
- Tekella absidata Urquhart, 1894
- Tekella bisetosa Forster, 1988
- Tekella lineata Forster, 1988
- Tekella nemoralis (Urquhart, 1889)
- Tekella unisetosa Forster, 1988